# Kim A-lang
Kim A-lang (kor. 김아랑; ur. 22 sierpnia 1995 w Jeonju) – południowokoreańska łyżwiarka szybka specjalizująca się w short tracku, dwukrotna mistrzyni olimpijska, multimedalistka mistrzostw świata i zimowej uniwersjady.
Trzykrotnie uczestniczyła w zimowych igrzyskach olimpijskich. W 2014 roku wzięła udział w igrzyskach olimpijskich w Soczi. Wystartowała w czterech konkurencjach – zdobyła złoty medal olimpijski w biegu sztafetowym (wraz z nią w sztafecie pobiegły Park Seung-hi, Cho Ha-ri, Shim Suk-hee i Kong Sang-jeong), ponadto zajęła 10. miejsce w biegach na 500 m i 1000 m oraz 13. miejsce na dystansie 1500 m. W drugim starcie olimpijskim, w 2018 roku na igrzyskach w Pjongczangu, zaprezentowała się w tych samych konkurencjach co w Soczi. W biegu sztafetowym Koreanki ponownie zostały mistrzyniami olimpijskimi (w sztafecie poza Kim A-lang pobiegły Choi Min-jeong, Kim Ye-jin, Shim Suk-hee i Lee Yu-bin). Kim zajęła ponadto 4. miejsce w biegu na 1500 m, 5. miejsce na 1000 m i 19. na 500 m. W 2022 na igrzyskach w Pekinie zdołała razem z Seo Whi-min, Choi Min-jeong i Lee Yu-bin zdobyć srebrny medal olimpijski w konkurencji sztafety. W pozostałych konkurencjach medalu nie wywalczyła – w biegu na 1000 m zajęła 22. pozycję, natomiast zmagania w konkurencji biegu na 1500 m zakończyła na 13. pozycji.
W latach 2014–2018 zdobyła sześć medali mistrzostw świata (trzy złote, jeden srebrny i dwa brązowe), w latach 2015–2019 osiem medali zimowej uniwersjady (pięć złotych, dwa srebrne i jeden brązowy), a w 2013 roku dwa medale mistrzostw świata juniorów (złoty i srebrny). Wielokrotnie stawała na podium zawodów Pucharu Świata w sezonach 2013/2014–2019/2020.